# Vranovský hřeben
Vranovský hřeben, též Maloskalský hřeben, je skalnatý hřbet ležící západně od Malé Skály v okrese Jablonec nad Nisou Libereckého kraje. Je to součást chráněných území CHKO Český ráj a PřP Maloskalsko.

## Popis

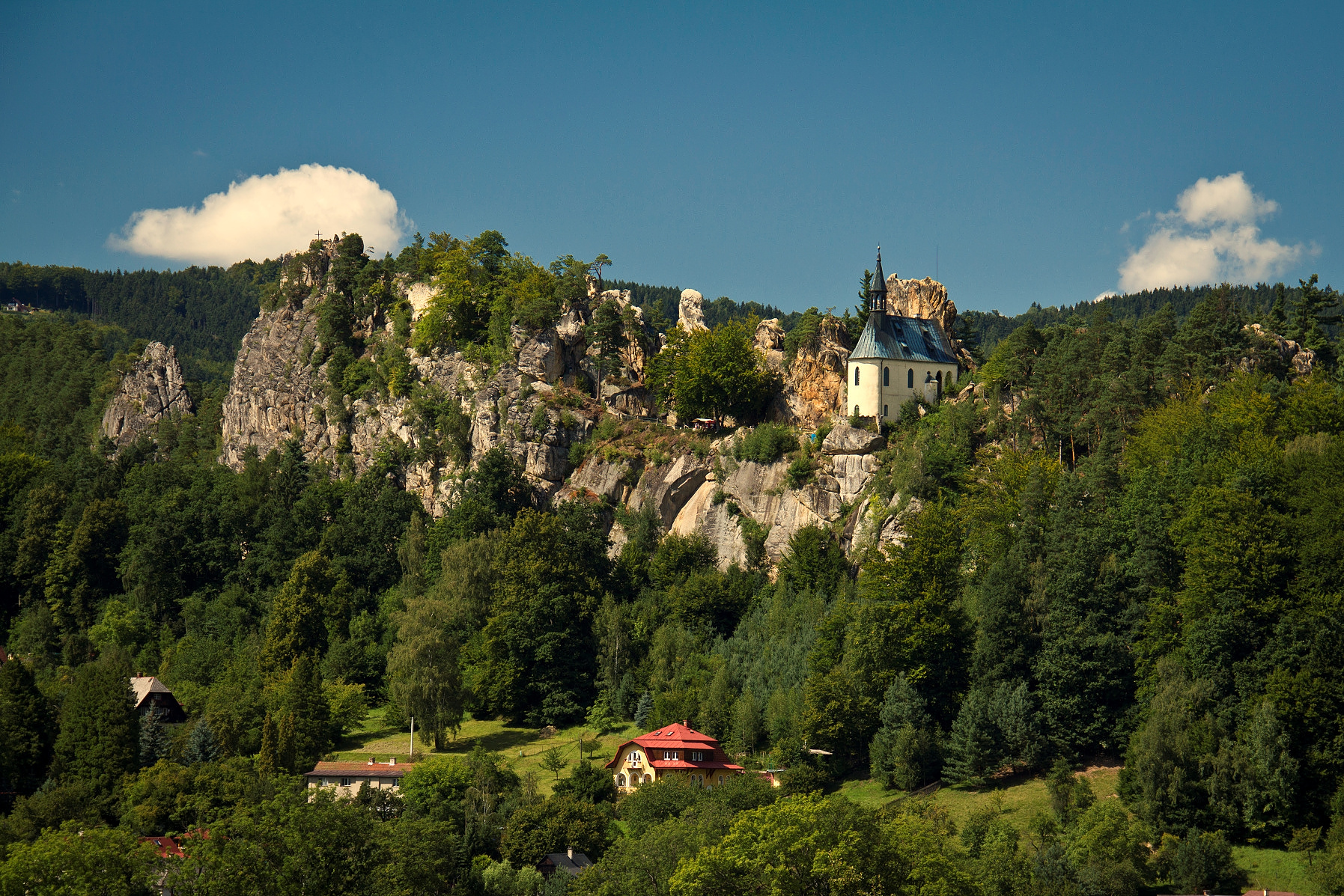
Pantheon na nejostřejší části hřbetu

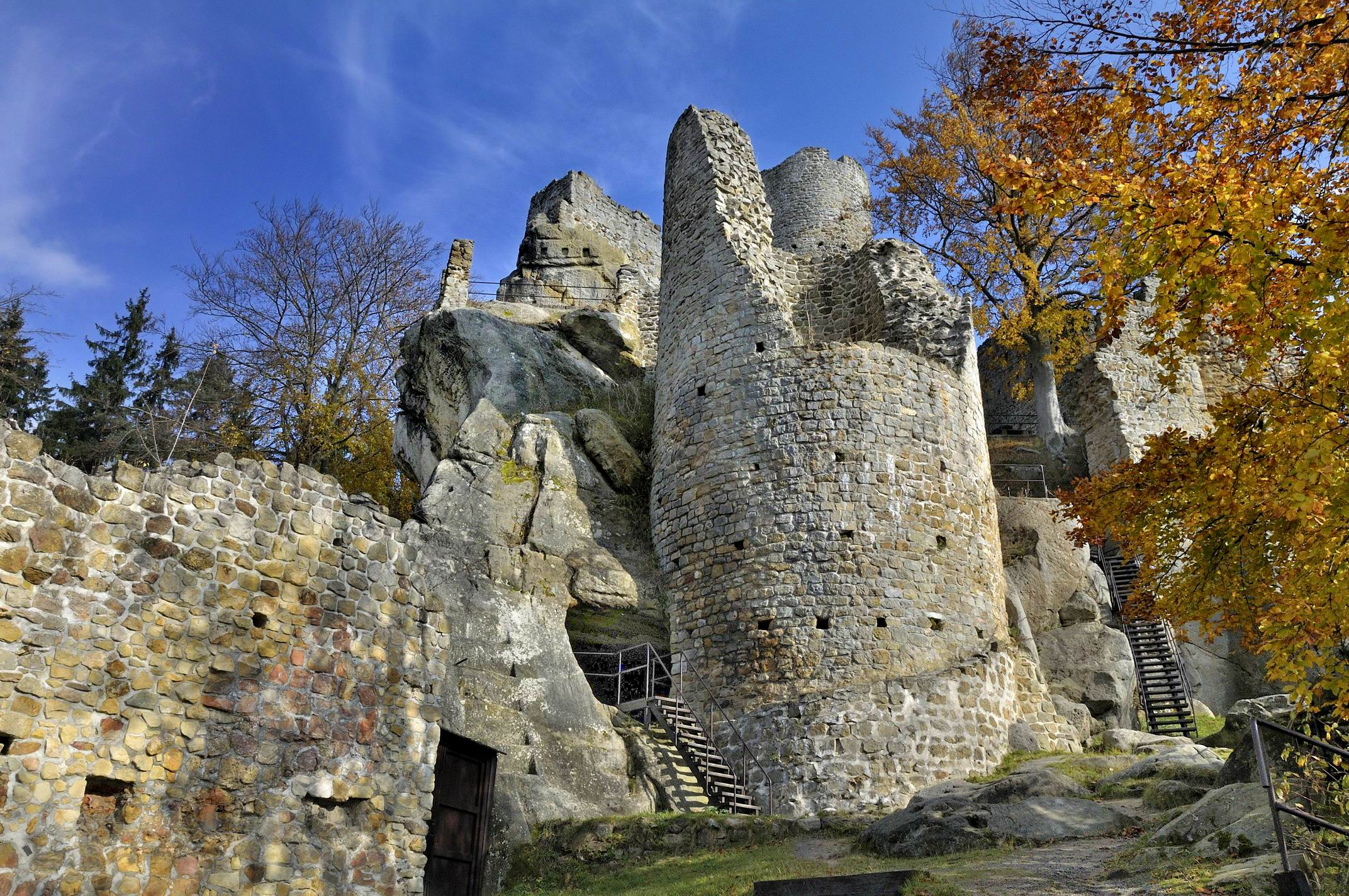
Hrad (zřícenina) Frýdštejn

Je to hrásťovitý hřbet ve směru SZ–JV, budovaný cenomanskými pískovci a paralelními eruptivními hřbítky.
Vranovský (Maloskalský) hřeben odděluje průlomové údolí Jizery od protějšího Suchoskalského hřebene (Suché skály). Reliéf obou hřebenů podmínily tektonické pohyby podél významné zlomové struktury – lužického zlomu. Bazální křídové pískovce byly podél zlomu vyzdviženy téměř až do vertikální polohy a silně porušeny. Místy jsou prostoupené křemennými žílami.
Z geologického a geomorfologického hlediska jde o jednotný celek, ve složení vegetace se však projevují v obou částech jemné rozdíly podmíněné vlivem sousedních jednotek a opačnou expozicí svahů.

## Stavby na hřebeni
Na východním příkrém konci hřbetu stojí zbytky hradu Vranov. Později, ve zříceninách Vranova byl zřízen Pantheon, místo, určené k posmrtnému uctívání významných příslušníků národa. Na strmém skalním výběžku nad řekou Jizerou se nachází vyhlídka Zahrádka, ze které se z výšky 55 metrů naskýtá rozhled do údolí Jizery a na protilehlý hřeben Suchých skal.
Na vrcholovém západním konci skalnatého hřbetu stojí zřícenina hradu Frýdštejn. Reliéf hřbetu umožnil, aby byl tento hrad vybudován v několika výškových úrovních. Tato vrcholová část hřbetu ční téměř 220 m nad údolím Jizery a věž hradu je o dalších 15 m výše.

## Geomorfologické zařazení
Hřeben náleží do celku Ještědsko-kozákovský hřbet, podcelku Ještědský hřbet, okrsku Kopaninský hřbet a podokrsku Prosečsko-frýdštejnské hřbety, jehož je samostatnou geomorfologickou částí.

## Turistika
Hřeben patří mezi nejatraktivnější partie Českého ráje. Celým skalním hřebenem prostupuje červená turistická trasa.